# ليوناردو سباراغليا
ليوناردو ماكسيمو سباراغليا (بالإسبانية: Leonardo Máximo Sbaraglia)‏ (30 يونيو 1970)، هو ممثل أرجنتيني. يعمل في كل من الأرجنتين، إسبانيا والمكسيك.

## حياته
ولد ليوناردو سباراغليا في بوينس آيرس بالأرجنتين سنة 1970، من المعلمة المسرحية روكسانا راندون. بدأ حياته المهنية كممثل في عمر ال16 في الدراما الوثائقية السياسية ليلة أقلام الرصاص (بالإسبانية: La Noche de los lápices)‏ سنة 1986 من إخراج هيكتور أوليفيرا.
انتقل إلى إسبانيا في 1998. ومثل في فيلم الرعب إنتاكتو (بالإسبانية: Intacto)‏ سنة 2001، ليفوز بجائزة جويا كأفضل ممثل شاب، وشارك بعدها في عدة أعمال.
رجع سباراغليا إلى الأرجنتين في 2008، حيث شارك في فيلم نوافذ الثلاثاء (بالإسبانية: Las viudas de los jueves)‏ ورشح لجائزة كوندور الفضية كأفضل ممثل سنة 2009. وكان آخر عمل له هو الفيلم في نهاية النفق  (بالإسبانية: Al final del túnel)‏ سنة 2016.

## أعماله

### الأفلام
| السنة | الاسم          | الاسم الأصلي             |
| ----- | -------------- | ------------------------ |
| 2009  | نوافذ الثلاثاء | Las viudas de los jueves |
| 2009  | ليلة عداء      | El corredor nocturno     |
| 2010  | عدم العودة     | Sin retorno              |
| 2011  | الحقل          | El campo                 |
| 2011  | رعاة البقر     | Vaquero                  |
| 2012  | أضواء حمراء    | Red Lights               |
| 2012  |                | Restos                   |
| 2014  | قصص البرية     | Relatos salvajes         |
| 2016  | في نهاية النفق | Al final del túnel       |

## الجوائز
- جائزة إيمي الدولية

| السنة | الفئة           | المسلسل/الفيلم | النتيجة |
| ----- | --------------- | -------------- | ------- |
| 2010  | أفضل أداء ذكوري | Epitafios 2    | رُشِّح     |

- جوائز جويا

| السنة | الفئة     | المسلسل/الفيلم       | النتيجة |
| ----- | --------- | -------------------- | ------- |
| 2006  | أفضل ممثل | السلفادور (Salvador) | رُشِّح     |
| 2001  | أفضل ممثل | إنتاكتو (Intacto)    | فوز     |

- جوائز سور

| السنة | الفئة     | المسلسل/الفيلم                            | النتيجة |
| ----- | --------- | ----------------------------------------- | ------- |
| 2010  | أفضل ممثل | عدم العودة (Sin retorno)                  | رُشِّح     |
| 2009  | أفضل ممثل | نوافذ الثلاثاء (Las viudas de los jueves) | رُشِّح     |

- مهرجان صرخة الرعب السينمائي

| السنة | الفئة     | المسلسل/الفيلم                   | النتيجة |
| ----- | --------- | -------------------------------- | ------- |
| 2008  | أفضل ممثل | ملك الجبل (El rey de la montaña) | فوز     |